# Uitbergen

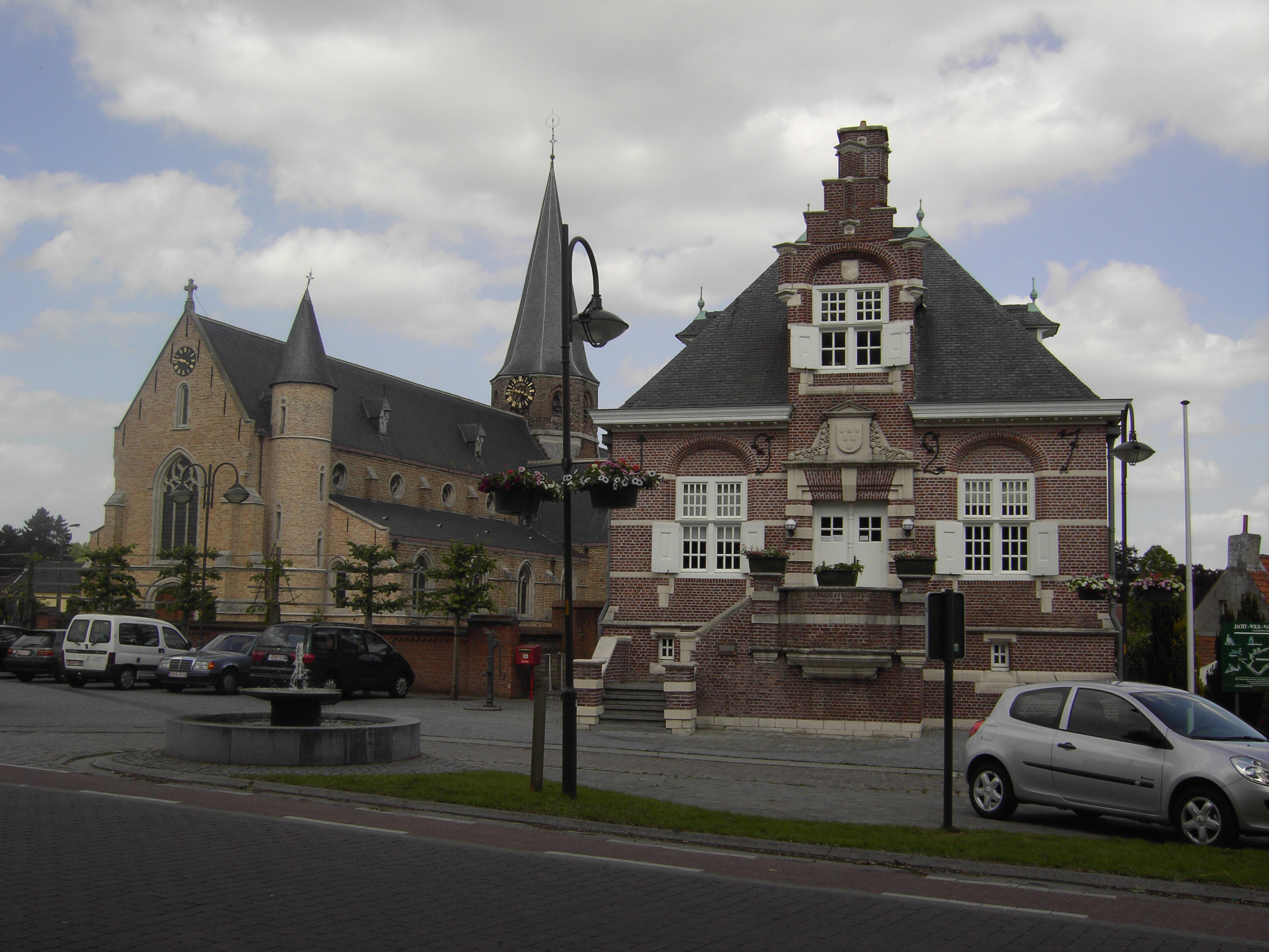
Uitbergen temploma és korábbi városházája

Uitbergen belga település, amely Flandria régióban, Kelet-Flandria tartományban található. A település része Berlare városának, amely a Gent-Aalst-Lokeren városok által bezárt háromszögben található.

## Látnivalók
- A település feltehetően legöregebb épülete Sint-Pieterskerk, amely a 12. században épült, korai gótikus stílusban. A településen található másik templomot a bencés rendi szerzetesek építették 1906-ban az aalsti építész, J. Goethals tervei alapján.
- A polgármesteri hivatal épülete 1927-ben épült Valentin Vaerwyck tervei alapján, stílusában meglehetősen közel áll Zomergem település városházájához (amit szintén Vaerwyck tervezett). A városháza építését teljes egészében saját forrásaiból az egykori polgármester, Albert Visart de Bocarme finanszírozta.